# 赤影战士
《赤影战士》（又译作）是日本游戏开发商Natsume在1991年8月10日發售任天堂的红白机动作游戏。Game Boy版本原被计划，但是在开发时被改牌为忍者外傳系列的《摩天楼决战》。
作为Natsume重製計畫的第4彈作品，本作的重制版《KAGE～Shadow of The Ninja 絕影戰士》於2024年8月29日發售於任天堂Switch、PlayStation 4、PlayStation 5、Xbox Series X/S和Windows平台，並追加對關卡攻略派上用場的50種以上可攜帶的忍者道具。

## 剧情
公元2029年，加尔达大帝（Garuda）征服美国，由于他的独裁统治，生灵涂炭。此时此刻，两位忍者从阴影中出现，与邪恶斗争。玩家扮演这两位忍者，並突破各種難關，最终消灭加尔达的野心。
重製版絕影戰士將現實的美國改為巨大的虛構城市勞拉西亞外劇情大綱沒太大變更。

## 玩法

游戏界面

两位忍者分別是男忍者“颯（Hayate）”身着蓝色，女忍者“楓（Kaede）身着紅色。除了外观外沒有性能差異。单打时，玩家可以从两位忍者角色中任意选择一位进入游戏，操纵该角色进行游戏；双打时，可以切换两位玩家各自想要操纵的角色，然后进入游戏，两位玩家配合进行游戏。每位玩家拥有最多16点生命值。受到敌人攻击时，玩家会被扣除不同点数的生命值。
玩家可以使用的武器有四种，分别为刀、鎖鎌、炸弹和飞镖。每种武器有3个等级，威力逐级增强。炸弹和飞镖的可用数量有限。通过拾取对应的宝物，可以改变自己所使用的武器、提升武器等级、增加炸弹或飞镖的可用数量，以及补充生命值。游戏开始时，玩家使用的是1级的刀。除了这四种武器，两位忍者还可以“举刀”召唤雷电来攻击全屏幕的所有敌人，威力极大，但是消耗8点生命值。随着生命值降低，武器等级也会降低；但当生命值提高时，武器等级并不随之提高。
游戏共有5个大关卡，最後區域會有该关卡的头目；每个大关卡由不同数量的小关卡组成。击败每个大关卡的头目之后，玩家的生命值会获得不同程度的补充。生命值耗尽，玩家角色死亡。单打时，玩家角色死亡后，游戏将停止，玩家选择是否从死亡所在的小关卡的起始位置续玩；共有五次续玩机会。双打时，死亡的玩家按任意键可以原地复活，但消耗一次续玩机会；当两位角色都死亡了，且没有马上原地复活，游戏将停止，玩家选择是否续玩；两名玩家共有五次续玩机会。仅双打玩家可以原地复活；单打玩家不能原地复活，只能选择是否续玩。
但絕影戰士取消續玩次數限制，能無限制續玩。

## 名称
此游戏有许多的名称。在日本出版的原名为。表面上此名像英文，其实是“影”的日语音译。在北美出版时，这游戏被命名为（字义：忍者之影）。在欧洲出版时，由于当时忍术在欧洲人的眼里是一种暴力的行为，游戏被改名为（字义：蓝色阴影）。
在中国，多数游戏卡带外壳上印刷的名字为“赤影战士”；因为许多玩家使用的是日本版本，游戏标题画面显示为“KAGE”，没有汉字和英文名称，玩家也给名“水上魂斗罗”，简称“水魂”。实际上，《魂斗罗》与此游戏没有任何关系。此游戏有多种简体中文汉化版，可能均由爱好者玩家在个人计算机已普及的年代改制而成并传播，游戏标题画面显示为“赤影战士”。

## 備註
1. ↑  前3彈個別作品：荒野之槍 重裝上陣、忍者戰士: 戰士歸來、奇奇怪界 黑斗篷之謎

## 外部連結
- 『KAGE～Shadow of The Ninja 絕影戰士』官方網站 （页面存档备份，存于）